# Idioma comorense
El comorense (Shikomori) es la lengua más usada en las Comoras y en la vecina Mayotte, perteneciente a Francia.
Es un dialecto suajili con una fuerte influencia del árabe y es una de las tres lenguas habladas en las Comoras junto con el francés y el árabe. Cada isla tiene un subdialecto diferente; el de Anjouan es llamado Shindzuani, en Mohéli Shimwali, en Mayotte Shimaore, y en Gran Comora Shingadzija. En 1992 no había un tipo de escritura oficial, pero los alfabetos árabe y latino son usados.